# کارمه چاکن

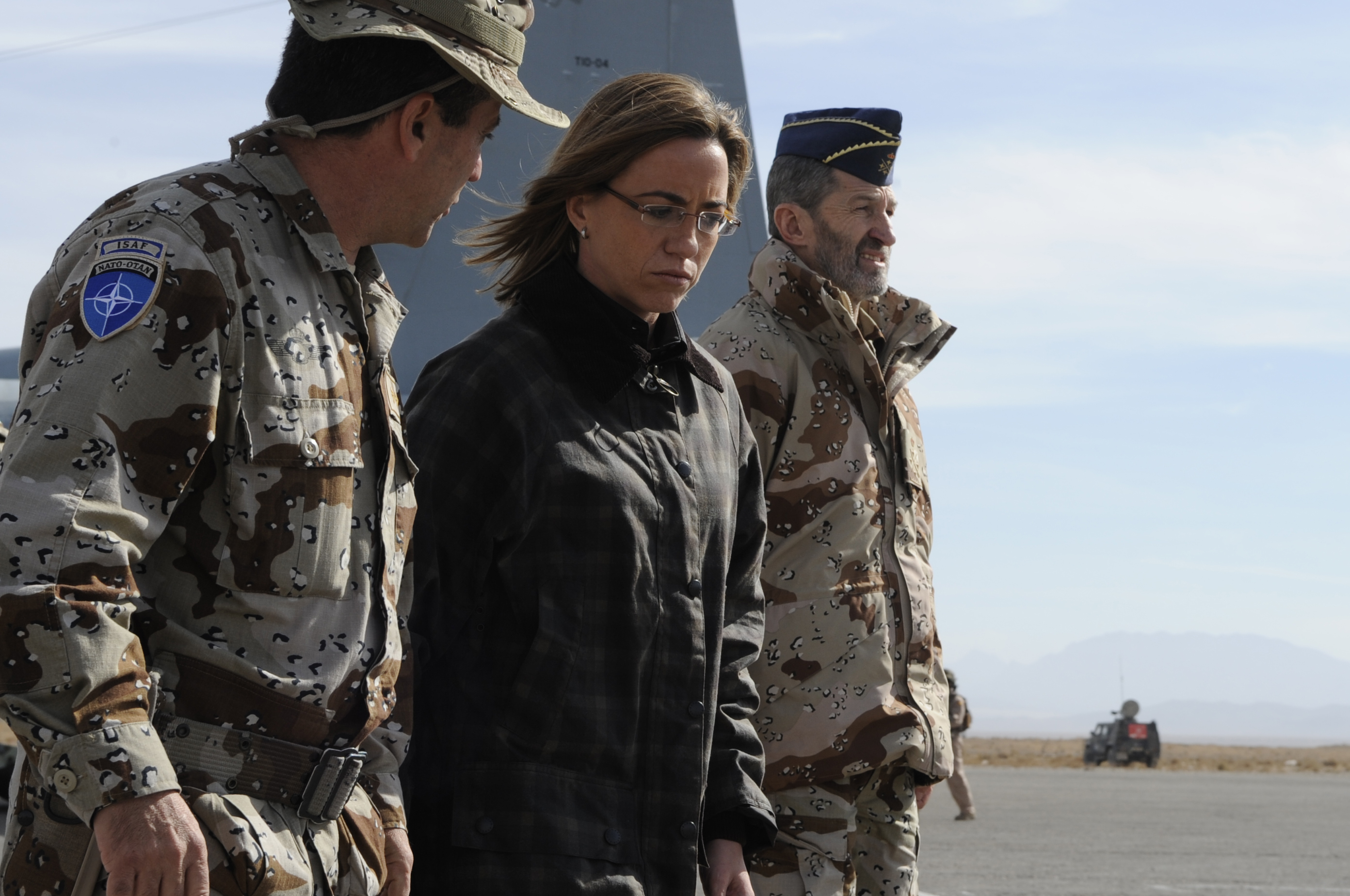

کارمِه ماریا چاکُن پیکِراس (به کاتالان: Carme María Chacón Piqueras) (زاده ۱۳ مارس ۱۹۷۱ – درگذشته ۹ آوریل ۲۰۱۷) سیاست‌مدار اسپانیایی بود. او نخستین وزیر دفاع زن در اسپانیا بود و در دومین کابینه خوزه لوئیز زاپاترو حضور داشت. «کارمِه ماریا چاکُن پیکِراس» یک نام سنتی اسپانیولی است. نام خانوادگی او «چاکُن» و نام دوم یا نام مادری او «پیکراس Piquera» است.

## زندگی‌نامه
کارمِه چاکُن در ۱۳ مارس ۱۹۷۱ در منطقه باییس لیورگات استان کاتالونیا - در بارسلون به دنیا آمد. چاکن لیسانس حقوق خود را از دانشگاه بارسلون دریافت کرد و در شهر کبک در دانشگاه‌های کینگ استون و لاوال دانش خود را تکمیل کرد. او به عنوان یک مدرس حقوق اساسی در دانشگاه گیرونا تدریس کرد. از سال ۲۰۰۷ تا ۲۰۱۶ همسر میگل باروسو بود و از او یک پسر دارد.

## فعالیتهای سیاسی
از انتخابات سال ۲۰۰۰ چاکن عضو حزب سوسیالیست‌های کاتالونیا و حزب کارگران سوسیالیست اسپانیا بود. چاکن هنگام معرفی کابینه وزیران باردار بود و این موضوع بحث‌برانگیز شد. با این وجود وی در حین بارداری سفرهایی به افغانستان، لبنان، بوسنی داشت و از نیروهای دفاعی اسپانیا بازدید کرد. او در مه ۲۰۰۸ یعنی در همان زمان وزارت، فرزندش را به دنیا آورد. منصب وزارت دفاع اسپانیا از سال ۲۰۰۸ تا ۲۰۱۱ به عهده او بود. او زمانی رهبر حریف برای اپوزیسیون اصلی حزب سوسیالیست بود.

## درگذشت
کارمه چاکن، به دلایل نامشخص در ۹ آوریل ۲۰۱۷ در سن ۴۶ سالگی در بارسلون درگذشت. علت اصلی فوت زودرس او مشکلات قلبی عنوان شده است.
نزدیکان و آشنایان خانم کارمه چاکن قصد تماس با او را داشتند ولی چون موفق به تماس با او نشدند به خانه او مراجعه کرده که چون با بازنشدن درب خانه مواجه شدند به پلیس اطلاع دادند و در مراجعه پلیس با جسد وی در خانه‌اش مواجه شدند.
اس‍پانیاییها بعد از اعلام این خبر در غم و اندوه بسر بردند، چرا که مردم اسپانیا او را به دوستی و تعهد می‌شناختند. حزب سوسیالیست نیز در صفحه توئیتر خود نوشت «در اندوه عزیمت زودهنگام کارمه چاکن، امروز همه سوسیالیست‌ها با درد و یاس سوگوارند.»